# Lo Prado
Lo Prado este un oraș și comună din provincia Santiago, regiunea Metropolitană Santiago, Chile, cu o populație de 104.316 locuitori (2012) și o suprafață de 6,7 km2.